# دوبرالة (تشهار دولي)
دوبرالة (بالفارسية: دوبراله) هي قرية تقع في إيران في Chaharduli Rural District. يقدر عدد سكانها بـ 203 نسمة بحسب إحصاء 2016.